# Nick Willing
Nick Willing (Londra, 1961) è un regista, sceneggiatore e produttore televisivo britannico.

## Biografia
Figlio della pittrice portoghese Paula Rego e dell'artista britannico Victor Willing, cresce inizialmente in Portogallo, per poi trasferirsi in Inghilterra all'età di dodici anni. Si laurea presso la National Film and Television School nel 1982, e inizia a occuparsi della regia di video musicali, dirigendo videoclip fra gli altri per: Eurythmics, Bob Geldof, Swing Out Sister, Debbie Gibson, Kirsty MacColl, Tony Banks, e Nik Kershaw.
È di questo periodo anche l'inizio dell'attività come sceneggiatore, nel 1996 è infatti coautore e regista dell'adattamento del romanzo di Steve Szilagyi Fotografando i fantasmi, prodotto dalla PolyGram, film che ottiene successo di critica e pubblico, aggiudicandosi fra gli altri premi il Méliès d'oro 1998.
Successivamente dirige Alice nel Paese delle Meraviglie con Whoopi Goldberg, Ben Kingsley, Robbie Coltrane, Gene Wilder e Christopher Lloyd. Prodotto nel 1999 da NBC, il film vince quattro Primetime Emmy Award.
Dopo una parentesi di buon successo nel thrilling con Hypnotica del 2002, negli anni seguenti segue il filone della tradizione letteraria fantastica e mitologica, prima con Giasone e gli Argonauti nel 2000, I mondi infiniti di H.G. Wells nel 2001, poi con Ritorno al mondo di Oz nel 2007, quindi con Alice, e con Neverland - La vera storia di Peter Pan prodotto da Sky Movies, con Rhys Ifans, Anna Friel, Bob Hoskins e Keira Knightley.
Nel 2017 gira il docufilm Paula Rego, Secrets & Stories, dedicato alla biografia della madre pittrice.

## Filmografia

### Regia

#### Cinema
- Fotografando i fantasmi (1997)
- Hypnotica (2002)
- The River King (2005)
- Altar (2014)

#### Televisione
- Alice nel Paese delle Meraviglie – film TV (1999)
- Giasone e gli Argonauti – miniserie TV (2000)
- Sea of Souls – serie TV, 2 episodi (2004)
- Jackanory – serie TV, 2 episodi (2006)
- Ritorno al mondo di Oz – miniserie TV (2007)
- Alice – miniserie TV (2009)
- Neverland – miniserie TV (2011)
- Baby Sellers (2013) – film TV
- Olympus – serie TV, 3 episodi (2015)

#### Documentari
- Paula Rego, Secrets & Stories – documentario (2017)
- Unstoppable. Sean Scully & The Art of Everything – documentario (2019)

### Sceneggiatura

#### Cinema
- Fotografando i fantasmi (Photographing Fairies), regia di Nick Willing (1997)
- Hypnotica, regia di Nick Willing (2002)
- Altar, regia di Nick Willing (2014)

#### Televisione
- Neverland - La vera storia di Peter Pan (Neverland) – miniserie TV (2011)
- I mondi infiniti di H.G. Wells – miniserie TV (2001)
- Alice – miniserie TV (2009)
- Olympus – serie TV, 11 episodi (2015)